# Famille de Lacoste de Laval
Pour les articles homonymes, voir Lacoste.
La famille de Lacoste de Laval, originellement de Nicolas de La Coste puis de Nicolaï de Lacoste de Laval, est une famille subsistante de la noblesse française originaire du Bas-Limousin.
Elle compte parmi ses membres des officiers.

## Histoire
La famille de Lacoste de Laval n'est pas à confondre avec la famille de Lacoste-Lareymondie.
La famille de Lacoste de Laval est anciennement connue en Bas-Limousin. Elle y a notamment possédé les fiefs de La Coste, Laval, La Tour, Le Repaire, Las Combes, La Bastide, Delmas, Laborde, La Linas, Le Plantier. Elle est maintenue noble par le Conseil d'État en 1740,.
Originaire de Grèzes, aux confins du Périgord de la vicomté de Turenne, la famille s'établit au  XVIIe siècle à Favars, commune de Nespouls. L’abbé Poulbrière indique dans son dictionnaire des paroisses du diocèse de Tulle que la famille Nicolas de La Coste avait tombeau et chapelle dans l’église Saint-Julien de Nespouls,.
À partir de la deuxième moitié du XVIIIe siècle, les différentes branches de la famille essaiment en Xaintrie (Argentat, Monceaux-sur-Dordogne), Auvergne (Maringues, Marcillat, Roanne, Vodable), Saintonge (Saintes), Normandie (Saint-Quentin-des-Isles).
Plusieurs membres de cette famille participent aux deux conflits mondiaux du XXe siècle :
- durant la Première Guerre mondiale, six officiers sont mobilisés (Alain, Raymond, Henri, Jacques, Bernard[6], Alain) et quatre décorés de la croix de guerre 1914-1918 ; l'un d'eux meurt pour la France au Mont-sans-Nom le 25 septembre 1915 (Henri, 1892-1915[7], dont le casoar et les gants blancs portés lors de l'assaut sont exposés au musée de l'Officier de Saint-Cyr Coëtquidan[8]) ;
- durant la Seconde Guerre mondiale, trois officiers sont mobilisés (Raymond, Jacques, Bernard[6]) et décorés de la croix de guerre 1939-1945 ; l'un d'eux s'engage activement dans la Résistance (Raymond, arrêté par la Gestapo le 3 mai 1944 et déporté en Allemagne) ; un soldat enrôlé dans la 1re armée meurt pour la France en Allemagne le 26 avril 1945 (Hugues, 1924-1945[9]).

## Généalogie simplifiée
L'état civil atteste des liens de filiation de la famille depuis le début du XVIIIe siècle.

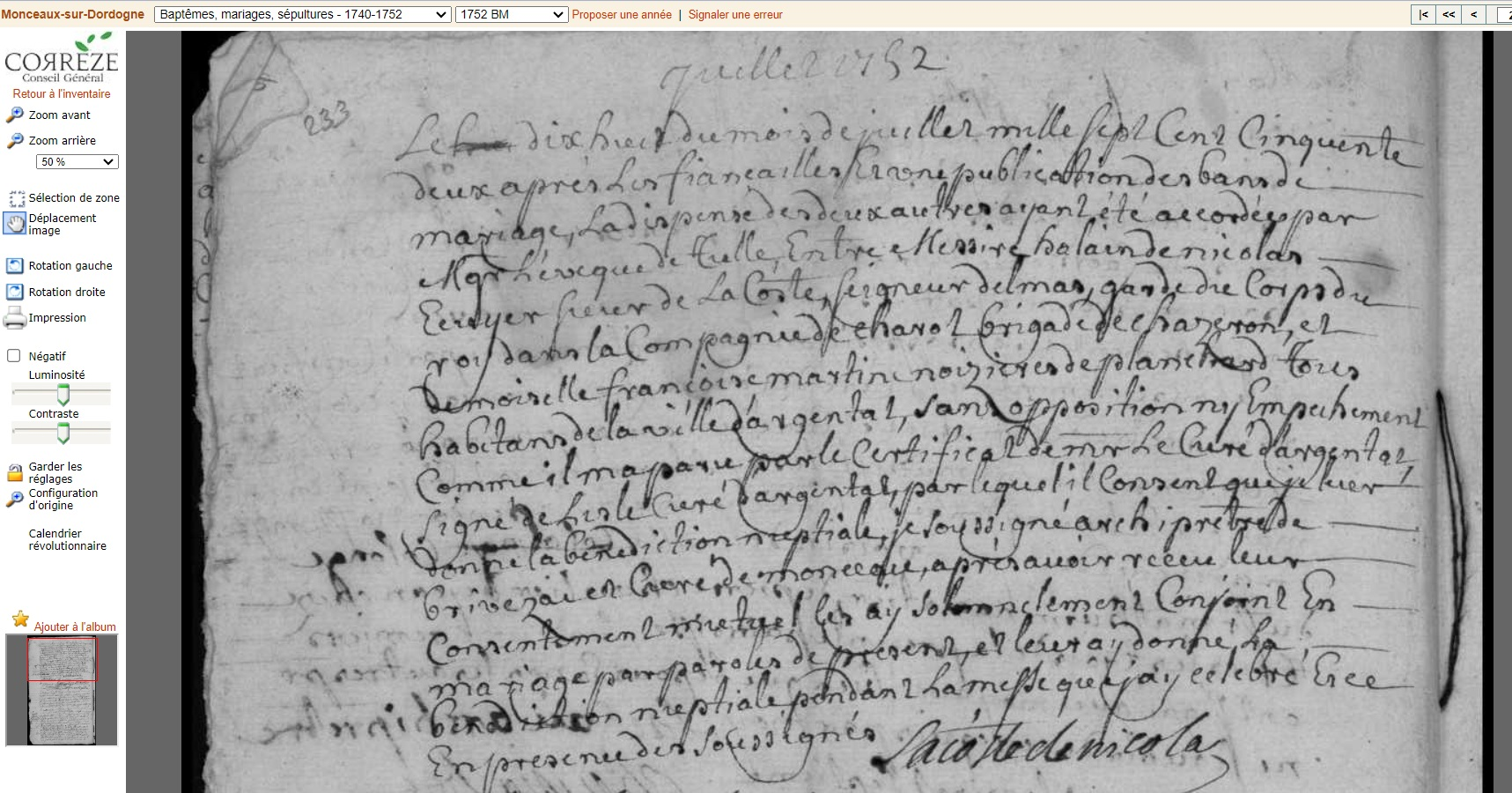
1752.07.18 - Acte de mariage Alain de Nicolas de La Coste et de Françoise Martine de Planchard, registre BMS Monceaux-sur-Dordogne (Corrèze).

- Alain de Nicolas de La Coste (1715-1792), sous-lieutenant dans la 2e compagnie française des gardes du corps du roi[10], chevalier de l'ordre royal et militaire de Saint-Louis. Le 18 juillet 1752 à Monceaux-sur-Dordogne, il épouse Françoise Martine de Planchard (1719-1809)[11].
  - Louis Anne Nicolas de Lacoste de Laval (1762-1847)[12], officier d’infanterie dans le régiment de Beaujolais[13], membre du conseil général de la Corrèze de 1816 à 1831[14], chevalier de l'ordre royal et militaire de Saint-Louis en 1815. Le 10 floréal an VII (29 avril 1799) à Argentat, il épouse Emilie de La Mothe-Quinson (1780-1825).
  - Six frères et sœurs : Marthe, Louis Antoine, Jean Alexis, Etienne Charles, Magdeleine, Marguerite.
    - Jules de Nicolaï de Lacoste de Laval (1802-1884), officier de cavalerie, chevalier de l'ordre de Saint-Ferdinand d’Espagne. Le 27 octobre 1830 à Maringues, il épouse Virginie de Falvard de Montluc (1809-1874)[15].
      - Achille de Lacoste de Laval (1832-1901). Le 8 décembre 1856 à Riom, il épouse Éléonore du Crozet (1833-1888).
      - Quatre frères et sœurs : Louis, Antoinette, Augustin, Antonin.
        - Charles de Lacoste de Laval (1864-1949), chef de bataillon au 104e régiment d'infanterie territoriale, officier de l'ordre national de la Légion d'honneur. Le 24 septembre 1888 à Saint-Quentin-des-Isles, il épouse Thérèse Marguier d'Aubonne (1866-1916), morte pour la France[16].
        - Trois frères et sœurs : Félicie, Jean, Amable.
          - Raymond de Lacoste de Laval (1890-1987), colonel d’infanterie, résistant, déporté en Allemagne en 1944, commandeur de l'ordre national de la Légion d'honneur, croix de guerre 1914-1918 et 1939-1945, commandeur de l’ordre de Saint-Grégoire-le-Grand, ancien élève de l'Ecole spéciale militaire de Saint-Cyr, promotion « de la Moskowa » (1910-1913). Le 20 août 1918 à Saintes, il épouse Suzanne Doë de Maindreville (1892-1931).
          - Quatre frères et sœurs : Henri, Jacques, Odette, Bernard.

    - Auguste de Lacoste de Laval (1813-1871), chef d'escadron au 9e régiment de chasseurs[17], chevalier de l'ordre national de la Légion d'honneur, ancien élève de l'Ecole spéciale militaire de Saint-Cyr avec ses cousins de la même promotion « de l'Obélisque » (1836-1838). Le 3 avril 1848 à Clermont-Ferrand, il épouse Léonice de Falvard de Montluc (1827-1903).
      - Fernand de Lacoste de Laval (1851-1928), chef de bataillon au 3e régiment de zouaves, officier de l'ordre national de la Légion d'honneur, ancien élève de l'Ecole spéciale militaire de Saint-Cyr avec ses cousins de la même promotion « de Suez » (1868-1870). Le 5 novembre 1879 au Mans, il épouse Marie Quentin (1858-1943).
      - Un frère : Jules.
        - Alain de Lacoste de Laval (1880-1945), lieutenant-colonel de cavalerie, officier de l'ordre national de la Légion d'honneur, croix de guerre 1914-1918. Le 22 mai 1923 à Bordeaux, il épouse Henriette Bove (1892-1972)[18].
        - Une sœur : Fernande.
          - Michel de Lacoste de Laval (1926-2015). Le 2 février 1956 à Paris, il épouse Rose de Lestrange dite Rose de Laval[19] (1934-2017)[20], journaliste.
          - Xavier de Lacoste de Laval (1931-2009)[21], écrivain. Le 23 octobre 1959 à Paris, il épouse Anne-Marie de Milleville (1933-2004)[19].
          - Trois frères et sœurs : Hugues, Alyette, Régine.

    - Deux frères et sœurs : Jenny, Alexis.

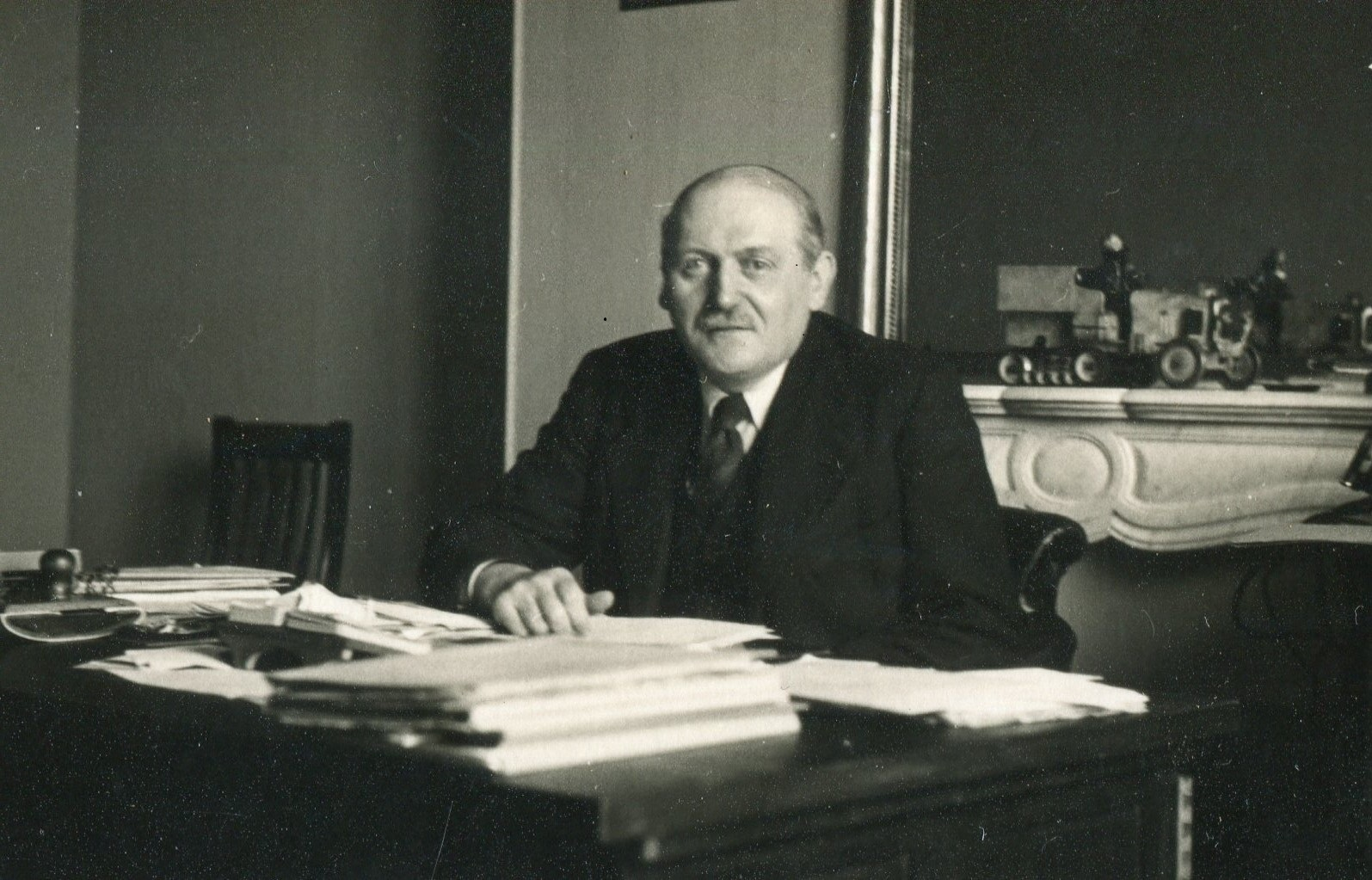
Alain de Lacoste de Laval (1880-1945)
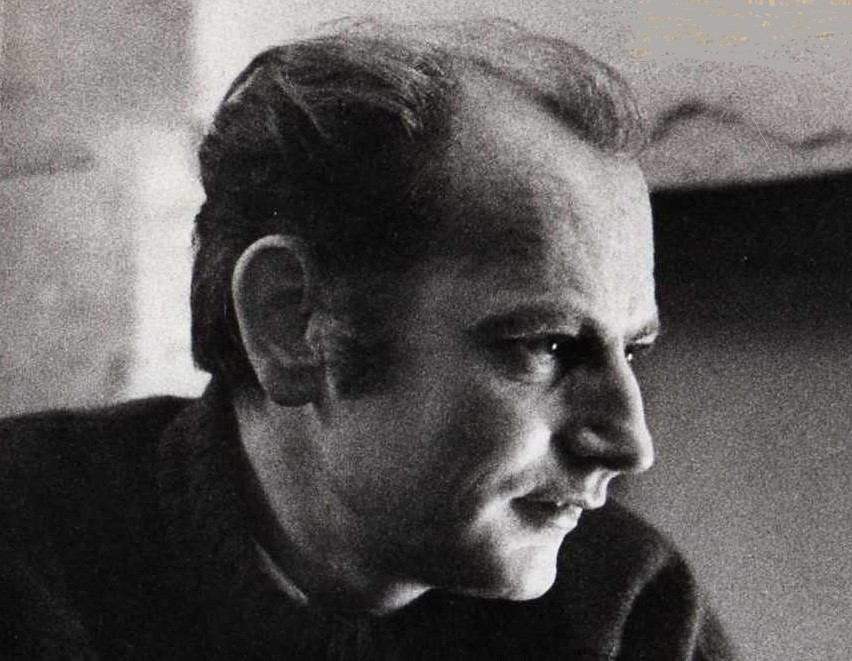
Xavier de Lacoste de Laval (1931-2009)
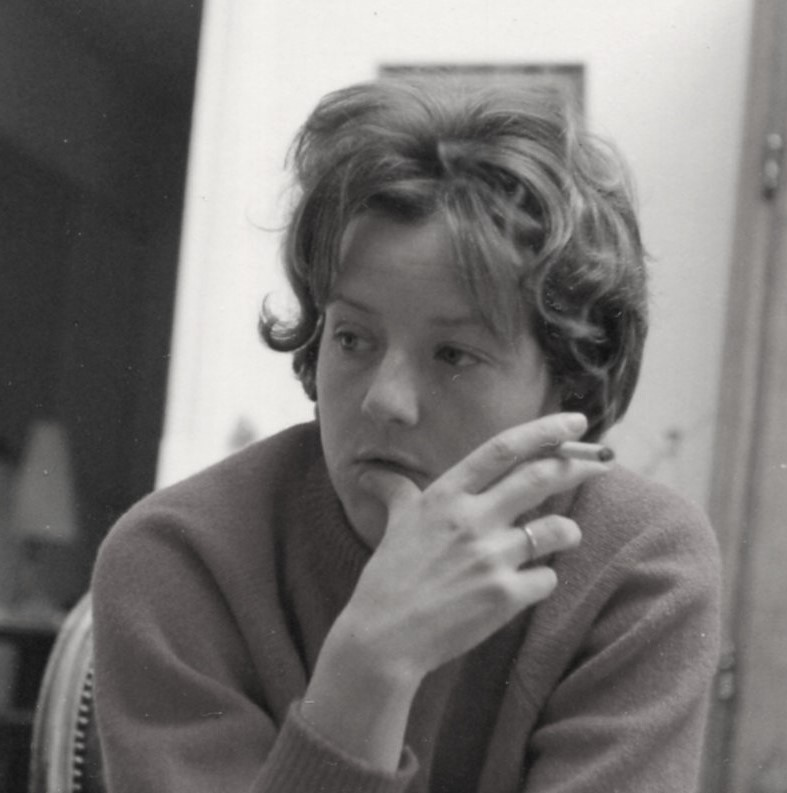
Rose de Lacoste de Laval née de Lestrange (1934-2017)

## Armes
Les armes de la famille de Lacoste de Laval sont d'azur au lion d'or, armé, lampassé et couronné de gueules, tenant dans sa patte dextre une épée haute d'argent.,
Ces armes ont été adoptées comme blason communal par la commune de Nespouls en Corrèze,.

## Demeures
- Château de Monceaux à Monceaux-sur-Dordogne (Corrèze)
- Château de Beyssat à Maringues (Puy de Dôme)
- Château de Marcillat à Marcillat-en-Combrailles (Puy de Dôme)[26]
- Château des Coutures à Saint-Quentin-des-Isles (Eure)
- Château de Mallesaigne à Vodable (Puy de Dôme)[27]

## Alliances
Les principales alliances de la famille de Lacoste de Laval sont : de Zaïle, d’Elpy, de La Faye (1610), de La Bermondie (1634), de La Verrie (1646), de Vachier (1646), de Lanteuil (1649), de Giniès (1682), de Dumont de La Françonnie (1710), Planchard de Cussac (1752), Maledent d’Enval (1791), de Lamothe-Quinson (1799), du Rieu du Pradel (1831), de Falvard de Montluc (1830, 1848), du Crozet (1856), Chardon du Ranquet (1878, 1968), Lockhart (1897), Marguier d’Aubonne (1888), Doë de Maindreville (1914), Couderc de Saint Chamant (1948, 1952), Julien-Laferrière (1919), du Fayet de La Tour (1925), Sablon du Corail (1925), de Lamarque (1860), de Chaudesaigues de Tarrieux (1928), d'Aubier de Condat (1884), de Lestrange, Novo (2002), etc.